# Mór Kóczán
Mór Kóczán (8. ledna 1885 Kocs – 30. července 1972 Göd) byl maďarský a československý atlet.

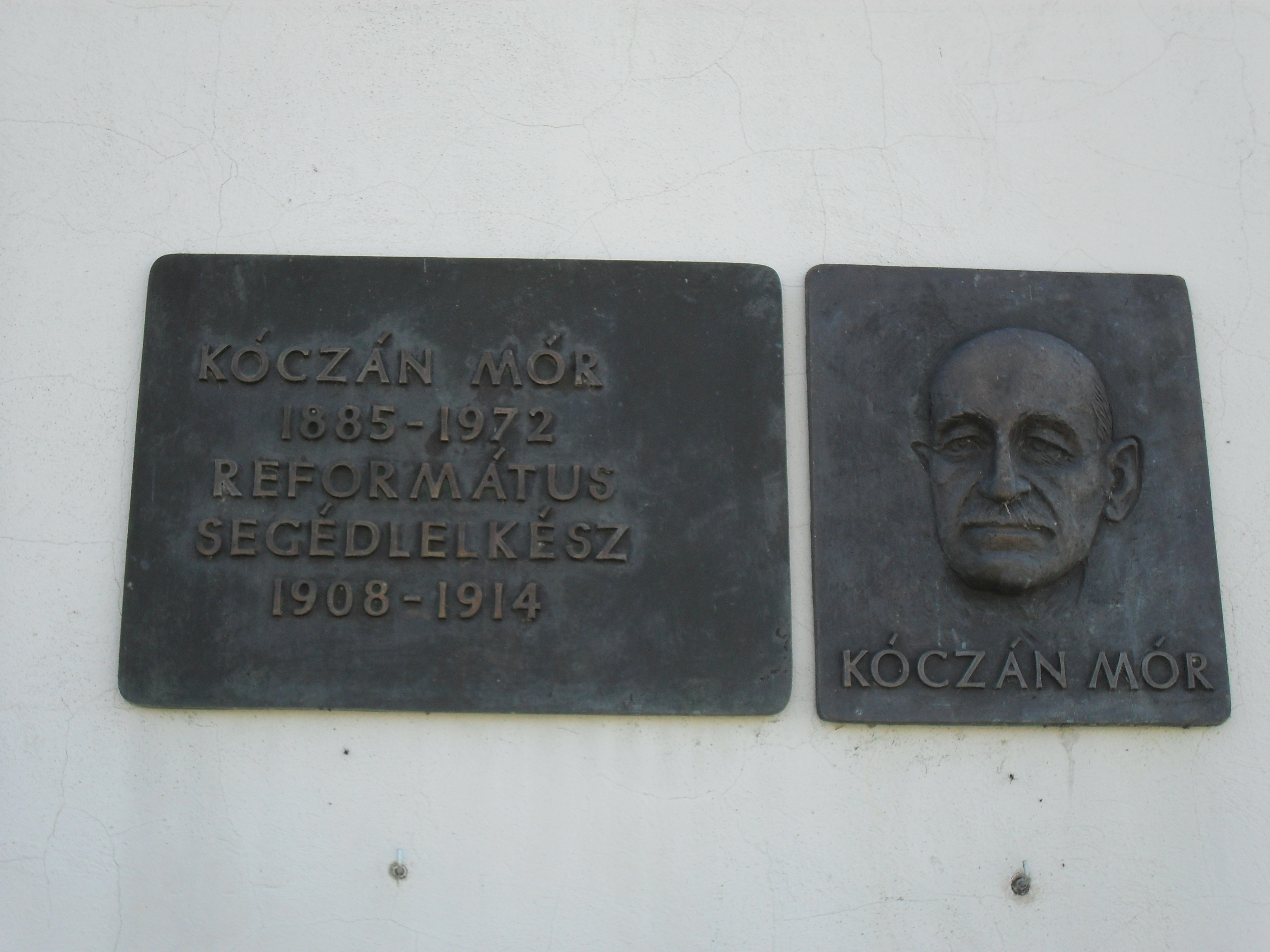
Pamětní deska v Čiližské Radvani

Byl členem klubů Budapesti TC a Ferencvárosi TC, v letech 1911, 1912, 1913, 1914 a 1918 se stal mistrem Uher v hodu oštěpem. Na Letních olympijských hrách 1908 soutěžil ve vrhu koulí, hodu diskem a hodu oštěpem, v žádné disciplíně nepostoupil do finále. Na Letních olympijských hrách 1912 získal bronzovou medaili v hodu oštěpem a skončil dvanáctý v hodu oštěpem obouruč. V roce 1914 vyhrál British Athletics Championships. Také vytvořil neoficiální světový rekord v hodu oštěpem výkonem 60,64 m.
Vystudoval teologii v Pápě (kvůli nesouhlasu církevních hodnostářů soutěžil také pod jménem Miklós Kovács), od roku 1907 byl pastorem Reformované církve ve Zlatné na Ostrove a od roku 1914 v Čiližské Radvani. V důsledku Trianonské smlouvy se jeho působiště stalo součástí Československa, Kóczán pak závodil za PTE Bratislava a Spartu Praha, reprezentoval ČSR ve dvou mezistátních utkáních a na Letních olympijských hrách 1924, kde obsadil v hodu oštěpem 23. místo.
V roce 1926 ukončil sportovní kariéru, u atletiky zůstal jako trenér a rozhodčí, pokračoval také v kněžské činnosti. V roce 1948 byl v důsledku výměny obyvatelstva mezi Československem a Maďarskem vystěhován do vesnice Göd v Pešťské župě, v roce 1952 odešel na odpočinek.